# Kazimierz Smoliński
Kazimierz Smoliński, né le 15 juillet 1955 à Malbork, est un homme politique polonais membre de Droit et justice (PiS).

## Biographie
Il est diplômé en droit de l'université de Gdańsk en 1978. Il travaille ensuite comme avocat et dirige son propre cabinet à Tczew.
Il se présente aux élections municipales d'octobre 1998 sur la liste de l'Alliance électorale Solidarité (AWS) à Tczew. Élu, il devient président du conseil municipal pour quatre ans. En 2001, il adhère à Droit et justice.
Il est nommé en 2006 président du conseil d'administration des chantiers navals de Gdynia et vice-président de celui des chantiers navals de Gdańsk.
Lors des élections municipales qui se tiennent en novembre suivant, il postule sans succès au poste de maire de Tczew mais retrouve un siège au conseil municipal.
Dans la perspective des élections législatives anticipées du 21 octobre 2007, il est investi par PiS dans la circonscription de Gdańsk, sur la liste que conduit Maciej Płażyński. Il cumule 2 774 voix préférentielles, ce qui constitue le sixième score de Droit et justice qui emporte trois élus. Toutefois, après deux démissions le 10 juin 2009, il devient le premier suppléant de Droit et justice dans la circonscription.
Le 10 avril 2010, Płażyński meurt dans l'accident de l'avion présidentiel à Smolensk. Le 5 mai suivant, Kazimierz Smoliński entre à la Diète à 54 ans. Il échoue à se faire réélire au cours des élections législatives du 9 octobre 2011, totalisant 6 881 votes de préférence, soit le quatrième résultat de PiS qui obtient trois sièges.
Il fait cependant son retour à la Diète le 5 juin 2014, neuf jours après la démission d'Anna Fotyga, élue au Parlement européen. Il parvient à conserver son mandat lors des élections législatives du 25 octobre 2015. Il engrange effectivement 12 424 suffrages préférentiels, obtenant ainsi le troisième score parmi les candidats de Droit et justice, qui en fait élire cinq. Le 20 novembre suivant, il devient secrétaire d'État du ministère des Infrastructures et des Travaux publics, chargé du Logement et des Postes.